# Bydžovská Lhotka
Bydžovská Lhotka (německy Bidschower Lhota) je část obce Měník. Nachází cca 5 km jihovýchodně od města Nový Bydžov, přibližně 25 km západně od Hradce Králové. Leží na vyvýšené rovině. V současnosti má 151 obyvatel (2006).

## Historie
Název Lhotka je zdrobnělina slova Lhota (polehčení, osvobození – pojmenování osady na vymýcené lesní půdě, kde byli osadníci několik let osvobozeni od daní). Přívlastek Bydžovská souvisí s příslušností městu Novému Bydžovu. Ve 14. století se ves zmiňovala jako Něprova Lhota (osobní jméno Něpr vzniklo pravděpodobně ze slova Dněpr). Právě ze 14. století pocházejí první zmínky o vsi, kdy už patřila Novému Bydžovu. Rozvoj osady byl zaznamenán až po roce 1848 (zrušení roboty), kdy místní začali pěstovat čekanku.

## Památky a turistické zajímavosti
Na okraji vsi se nachází technická památka, která byla postavena v roce 1912, sušárna čekanky. Budova je nápadná množstvím komínů na střeše, které slouží k odvětrávání. V okolí se čekanka hojně pěstovala a z jejích usušených a pražených kořenů se dělala náhražka kávy.
Ve vsi stojí mariánská kaple ze 17. století. V letech 1898–1940 zde fungovala škola.
Jižně od vsi roste dub letní chráněný státem. Strom je 400 let starý, jeho kmen má obvod 380 cm.
Působí zde občanské sdružení pro hiporehabilitaci.